# Ljevičarski ekstremizam
Ljevičarski ekstremizam je naziv za razne struje i ideologije unutar političke ljevice, koja odbijaju parlamentarnu demokraciju, tržišno gospodarstvo ili kapitalizam, i žele taj sustav zamijeniti egalitarističkim političkim sustavom.
Ljevičarski ekstremistički nastrojene osobe ili stranke predstavljaju prijetnju demokraciji. Gospodarske krize uzimaju kao razlog kako bih oštro napadali tzv. "kapitalistički sustav". Pri tome se ne radi o korekcijama u gospodarskom razvitku nego o pokušaju zamjene demokracije totalitarno socijalističkom sustavom.

## Pojam
Osobe koje pripadaju ekstremističkim skupinama same sebe vrlo rijetko nazivaju Ekstremistima. Članovi takvih skupina sami sebe ili svoje skupine opisuju unutar političkog spektra predstavnicima „ekstremne ljevice".
Desni i lijevi ekstremizam zajednički djeluje protiv pluralizma, koji se temelji na višestranačju, a time i pravo na opoziciju. Oba ekstremizama razmišljaju u stereotipima „prijatelj-neprijatelj„  i imaju visok stupanj dogmatizma.
Njihove aktivnosti su orijentirane u skladu ideološke orijentacije - revolucionarno-marksistički ili anarhistički - za uspostavu socijalističkog / komunističkog sustava ili društva bez vlasti ( "anarhije").
Pri time se Ljevičarski ekstremisti predstavljaju se kao radikalna demokracija da bi svoje ciljeve predstavili kao "borbu za mir i  socijalnu pravdu u načelu društvenog napretka". 
S tim mobiliziraju postoječe antiautoritarne usmjerene osobe da bi ih usmjerili protiv postojećih demokracija.

## Ljevičarski ekstremizam u Europi
- Frakcija Crvene armije (Rote Armee Fraktion) u Njemačkoj
- Crvene brigade u Italiji: Skupina koja je uglavnom počinili 1970. – 1976. iznude i politička ubojstva, otmice, ubojstva i bombaške napade. Razbijena je 1982.
- Talijanska Komunistička partija (CPI) je zbog svoje Euro-komunističkog parlamentarne orijentacije, a ne kao krajnje ljevice.
- Action directeu Francuskoj. Od 1983. skupina počinila brojan ubojstva. 21. veljače 1987. uhičeni su osnivači skupine.
- "Skupina 17. studenoga". U razdoblju od 1975. – 2002. 23 ljudi je ubijeno od strane t eskupine. Uz pomoć Scotland Yarda 2002. 15 članova skupine je uhićeno.